# Sandy Brondello
Sandra Anne "Sandy" Brondello (Mackay, Queensland, 20 augustus 1968) is een Australische basketbalspeelster en coach. Ze nam viermaal deel aan de Olympische Spelen en behaalde hierbij twee zilveren en één bronzen medaille. Ze speelde in de WNBA, waar ze ook één keer werd verkozen tot Most Valuable Player in 1995. Als coach werd ze in 2014 verkozen tot WNBA Coach of the Year.

## Carrière

### Australië
Sandy Brondello begon haar professionele basketbalcarrière bij het Australian Institute of Sport. Met verschillende teams als Bankstown Bruins, Sydney Bruins/Flames en Brisbane Blazers speelde ze in de Australische Women's National Basketball League (WNBL). Door haar goede prestaties voor haar club en in de nationale ploeg, werd ze ook bekeken door enkele WNBA scouts.

### Verenigde Staten
Sandy Brondello werd als vierendertigste gekozen in de vierde ronde door de Detroit Shock in de 1998 WNBA Draft. Na twee seizoenen ging ze naar Miami Sol. In 2003 ging ze naar de Seattle Storm.

### Europa
Zoals veel WNBA speelsters, speelt Brondello regelmatig in Europa tijdens het tussenseizoen van de WNBA. Sinds 1992 speelt ze voor BTV Wuppertal in Duitsland. Ze won met BTV Wuppertal de EuroLeague Women in 1996 en verloor de finale in 1997. Ze werd met BTV Wuppertal zeven keer landskampioen van Duitsland en ook zeven keer bekerwinnaar. In 2002 speelde ze voor Ros Casares Valencia uit Spanje.

### Nationale ploeg
Sandy Brondello speelde voor het eerst op de Olympische Spelen van Seoel in 1988 (4e plaats). Haar volgende Olympische Spelen waren die van Atlanta in 1996, toen zij met Australië brons won. Op de Olympische Spelen van 2000 in Sydney wist zij met Australië de finale te bereiken die ze verloren van de Verenigde Staten. Op de Olympische Zomerspelen van 2004 in Athene slaagde ze er opnieuw niet in de finale te winnen tegen de Verenigde Staten. Dit was de tweede keer op rij dat zij een zilveren medaille won op de Olympische Spelen.
De internationale carrière van Sandy Brondello op een wereldkampioenschap begon 1990 met een zesde plaats. Op het wereldkampioenschap in 1994 werd ze vierde. Haar volgende eindigde met een derde plaats op het wereldkampioenschap basketbal in 1998, ook won ze een bronzen medaille op het wereldkampioenschap met het Australische team in 2002.

### Coach
In 2005 begon Sandy Brondello als assistent-coach bij de San Antonio Silver Stars. In 2010 werd ze doorgeschoven als hoofdcoach. In 2011 werd ze assistent-coach bij de Los Angeles Sparks. In 2012 werd ze assistent-coach bij UMMC Jekaterinenburg in Rusland. Die functie combineerde ze met het hoofdcoach zijn van de Phoenix Mercury. Ze leidde Phoenix Mercury naar hun derde WNBA kampioenschap. Sinds 2017 is ze hoofdcoach van Australië. Ze leidde Australië naar een tweede plaats op het wereldkampioenschap basketbal vrouwen 2018 en een achtste plaats op de Olympische Spelen van Tokio. Ook is ze sinds 2022 hoofdcoach van New York Liberty. Ze leidde New York Liberty naar hun eerste WNBA kampioenschap in 2024.

## Privé
Ze heeft een zoon en een dochter met haar man Olaf Lange die ook basketbalcoach is.